# Vesper Chronicles
Pour les articles homonymes, voir Vesper.
Pour plus de détails, voir Fiche technique et Distribution.
Vesper Chronicles (Vesper) est un film belgo-franco-lituanien co-écrit et réalisé par Kristina Buožytė et Bruno Samper, sorti en 2022.
Il raconte le parcours d'une jeune fille douée pour le biohacking dans un avenir sombre marqué par l'effondrement des écosystèmes et les inégalités économiques.
Il est sélectionné en compétition officielle au Festival international du film de Karlovy Vary 2022,.

## Synopsis
Dans le futur, la Terre est dans une situation écologique catastrophique due à la diffusion massive d'organismes génétiquement modifiés. L'humanité peine à survivre. Les plus riches se sont retranchés dans des cités coupées du reste du monde, les « citadelles », pendant que le reste de la population tente de survivre dans des conditions de vie désastreuses. C'est le cas de Vesper, une jeune fille âgée de 13 ans, qui vit dans une forêt avec son père, qui souffre de paralysie. Vesper a développé des compétences en biohacking et étudie de nombreuses formes de vie. Un jour, un vaisseau venant d'une citadelle s'écrase dans les parages. Vesper trouve une survivante, une mystérieuse jeune femme. Cette rencontre amène un tournant dans sa vie.

## Fiche technique
Sauf indication contraire, les informations mentionnées dans cette section peuvent être confirmées par les bases de données cinématographiques IMDb et Unifrance,  présentes dans la section « Liens externes ».
- Titre original : Vesper
- Titre français : Vesper Chronicles
- Réalisation : Kristina Buožytė et Bruno Samper
- Scénario : Kristina Buožytė, Brian Clark et Bruno Samper
- Musique : Dan Levy
- Décors : Raimondas Dicius et Ramunas Rastauskas
- Costumes : Dovile Cibulskaite, Christophe Pidre et Florence Scholtes
- Photographie : Feliksas Abrukauskas
- Son : David Vrancken[1]
- Montage : Suzanne Fenn et Justin MacKenzie Peers (assistant)
- Production : Kristina Buožytė, Daiva Jovaisiene, Asta Liukaityte et Alexis Perrin
- Production déléguée : Mike Shema et Vitalijus Zukas
- Coproduction : Guillaume Natas, Benoit Roland et Florent Steiner
- Sociétés de production : Natrix Natrix et Rumble Fish Productions, en coproduction avec 10.80 Films et Ev.L Prod
- Sociétés de distribution : Kino Pavasaris (Lituanie), Condor Entertainment (France)
- Pays de production :  Lituanie /  France /  Belgique
- Langue originale : anglais
- Format : couleur — 2,39:1 — son 5.1 et 7.1[3]
- Genres : science-fiction, aventure, drame
- Durée : 114 minutes
- Dates de sortie :
  - Tchéquie : 2 juillet 2022 (avant-première mondiale au Festival international du film de Karlovy Vary)[1]
  - France, Suisse romande : 17 août 2022
  - Québec, Lituanie : 30 septembre 2022
- Classification :
  - France : Tout public avec avertissement lors de sa sortie en salles mais déconseillé aux moins de 12 ans à la télévision.

## Distribution
- Raffiella Chapman (en) (VF : Maryne Bertieaux) : Vesper
- Eddie Marsan (VF : Gérard Darier) : Jonas
- Rosy McEwen (VF : Garance Thénault) : Camellia
- Richard Brake (VF : Thierry Hancisse) : Darius
- Melanie Gaydos : Jug
- Edmund Dehn (VF : Mathieu Rivolier) : Elias
- Matvej Buravkov : Boz
- Marijus Demiskis : Med
- Markas Eimontas (VF : Estelle Darazi) : Mo
- Titas Rukas : Beck
- Markas Sagaitis : Fitz

 Source et légende : version française (VF) sur RS Doublage et carton du doublage français.

## Production

### Genèse et développement
La genèse de Vesper Chronicles s'étale sur six ans. Kristina Buožytė, réalisatrice lituanienne, et Bruno Samper avaient déjà travaillé auparavant sur plusieurs projets, le plus remarqué étant Vanishing Waves sorti en 2012, que Kristina Buožytė avait réalisé et dont Bruno Samper avait co-écrit le scénario.

#### Scénario
Le postulat de Vesper Chronicles est une expérience de pensée sur un futur où la privatisation des organismes vivants serait poussée à l'extrême. Bruno Samper dit s'être notamment inspiré du cas d'une société américaine ayant commercialisé une graine Terminator conçue pour ne donner qu'une seule récolte avant de devenir stérile, ce qui oblige les cultivateurs à en racheter dans le cadre d'une sorte d'abonnement, idée qui lui a paru à la fois passionnante et terrifiante. Cependant, malgré les discours souvent apocalyptiques actuellement tenus au sujet de l'avenir, les co-réalisateurs tiennent à conserver une note d'espoir.
Vesper Chronicles s'inspire de la littérature de science-fiction, mais aussi du conte, le personnage de Jonas étant pensé comme l'archétype de l'ogre.

#### Univers visuel
L'univers visuel du film s'inscrit dans la continuité d'œuvres de science-fiction telles que La Planète sauvage de René Laloux dont les co-réalisateurs apprécient l'originalité. Le film se souvient également des univers de Hayao Miyazaki et de Jim Henson. Ils s'inspirent également de références extérieures au cinéma, comme le design, l'architecture ou la bande dessinée. Bruno Samper accumulait de longue date des références visuelles à thème « organique ». Dans le domaine du design, ils s'inspirent des courants du bio-design, qui s'inspire de la complexité des organismes vivants pour ses créations, et du motion design.
Les co-réalisateurs élaborent une bible visuelle du film en collaboration avec un artiste-illustrateur lituanien, Vilius Patrauskas, qui est ensuite donnée au directeur de la photographie et au chef décorateur. Le chef opérateur Feliksas Abrukauskas s'inspire de tableaux de Vermeer et Rembrandt pour les ambiances de couleur et de lumière.

#### Budget
Le budget du film est autour de 5 millions d'euros[réf. nécessaire]. Le film reçoit un soutien de 400 000 euros du fonds Eurimages en décembre 2020.

### Attribution des rôles
Pour incarner Vesper, les co-réalisateurs tombent d'accord sur l'actrice Raffiella Chapman qui leur paraît tout à fait correspondre au personnage. Richard Brake, qui interprète Darius, le père de Vesper, a joué notamment dans la série The Mandalorian. Jouer un personnage paralysé, qui ne peut bouger que les yeux, représente un défi d'interprétation pour l'acteur. Jonas est joué par l'acteur britannique Eddie Marsan.

### Tournage
Le tournage a lieu à Vilnius, en Lituanie. La grande majorité du film est tournée en décors naturels. Seuls les plans sur l'intérieur de la maison de Vesper sont tournés en studio. La tour qui apparaît vers la fin du film est en grande partie construite sous forme de décor physique avant d'être complétée par ordinateur.

#### Effets visuels
Le robot volant de Vesper est représenté en utilisant tantôt un drone, tantôt des images de synthèse. Bruno Samper explique que le drone utilisé pour le tournage présentait le désavantage de faire « beaucoup de bruit, comme une tondeuse à gazon », ce qui interdisait de l'utiliser pour les moments où Vesper dialogue avec lui.
Le film utilise peu d'effets visuels numériques, en partie pour répondre à ses contraintes budgétaires, mais aussi en partie par choix esthétique des deux réalisateurs. Aucun plan n'est tourné sur fond vert. Des images de synthèse sont utilisées pour les créatures les plus complexes, pour compléter des décors et pour certains plans du robot volant de Vesper.

## Accueil

### Accueil critique
Sur le site spécialisé de cinéma Cineuropa, Laurence Boyce voit dans Vesper Chronicles « un remarquable film dystopique », qui « évite les excès des blockbusters typiquement hollywoodiens » mais « compte autant de merveilles que d’images sublimes ».
En France, le site Allociné donne une moyenne de 3,6/5 à partir de l'interprétation de 25 critiques de presse. Le site Rotten Tomatoes donne une note de 100% pour 7 critiques.

### Box-office
Le jour de sa sortie française, le long-métrage se place en cinquième position du box-office des nouveautés avec 13 352 entrées (dont 1 254 en avant-première), pour 303 copies. Il est suivi au classement par le thriller America Latina (707) et précédé par Là où chantent les écrevisses (23 142). À l'issue de sa première semaine d'exploitation, Vesper Chronicles rassemble 76 366 entrées, avec une moyenne par copie de 256. En deuxième semaine, il rassemble environ 36 550 entrées supplémentaires, pour un total cumulé d'environ 112 900 entrées.

## Distinctions

### Sélections
- Festival international du film de Karlovy Vary 2022 : en compétition officielle[1]
- Festival international du film fantastique de Puchon 2022 (Corée du Sud) : en compétition[19]
- Festival international du film fantastique de Bruxelles 2022 : Corbeau d'or (Godent Raven) du meilleur film[20]